# Burgstall Stulln
Der Burgstall Stulln bezeichnet eine abgegangene Höhenburg in der oberpfälzischen Gemeinde Stulln im Landkreis Schwandorf. Er liegt etwa 2000 m östlich von Stulln und 1050 m nördlich von Brensdorf auf dem Mühlberg und wird als Bodendenkmal unter der Aktennummer D-3-6538-0014 als „mittelalterlicher Burgstall“ geführt. 

## Beschreibung
Der Mühlberg ist ein nach allen Seiten abfallender, bewaldeter Bergrücken am Westrand des Naabtales; er läuft im Nordosten zu einer gegen das Tal steil abfallenden Bergzunge aus. An deren Spitze trennt ein gewinkelter Halsgraben den Burgstall mit einer Innenfläche von 50 × 60 m ab. Die weniger steile Nordseite wird in Fortsetzung des Halsgrabens durch einen vorgelegten Wall geschützt. Vorhanden sind Fundamentreste aus großen Quadern, Mörtelwerk und ein monolithischer Türsturz. Die Bergzunge wird an ihrer Wurzel von einem stark verschliffenen Wall mit vorgelagertem Graben gequert. Dieser beginnt an der steileren Südseite, verläuft über die rund 15 breite Höhe und steigt an der flacheren Nordseite ungefähr 5 m tief hinab; danach wendet er sich nach innen um und folgt dem Hang annähernd horizontal, verflacht dann zu einer wenig ausgeprägten Kante und setzt vor dem Auftreffen auf den Knick des Halsgrabens völlig aus.
Der Burgstall in dem 1174 erstmals urkundlich erwähnten Ort Stull (ursprünglich „Stulen“ im Sinne von „Stuhl“ bzw. „Richterstuhl“) gilt als noch nicht erforscht.